# Marguerite Duras
Marguerite Duras, vlastním jménem Marguerite Germaine Marie Donnadieu (4. dubna 1914 Gia Dinh Francouzská Indočína – 3. března 1996 Paříž), byla francouzská spisovatelka a dramatička. Její dílo se vyznačuje diverzitou zájmů a aktivit. Jako režisérka i scenáristka reformovala divadelní a kinematografické konvence a klišé. Ve svých prvních dílech spisovatelka psala ještě tradiční románovou formou, v další tvorbě se již přiklání k avantgardnímu literárnímu směru známému jako Nový román.

## Život a dílo
Umělecké jméno Duras si spisovatelka vybrala podle názvu místa, kde stál dům rodiny jejího otce a kde sama nějakou dobu žila. Po svých klasických románových začátcích tvořila další díla stylem nazvaným nehybné psaní (une écriture immobile).
Autorka patří k tvůrcům, u nichž dílo vyplývá z peripetií jejich života. Narodila se ve Francouzské Indočíně (dnešním Vietnamu) jako nejmladší ze tří dětí do učitelské rodiny. Její otec byl středoškolským profesorem matematiky a matka učitelkou na základní škole. V rodině byli již dva sourozenci, bratři Pierre (nar. 1910) a Paul (nar. 1911). Když jí bylo 7 let, otec zemřel na následky tropické choroby a matka, učitelka, byla nucena se s dětmi často stěhovat za prací na různá místa ve Francouzské Indočíně. V té době přibyl do rodiny ještě opuštěný chlapec ze Siamu, kterého se její matka ujala a vychovala ho.
Prostředí, se kterým se tak dospívající Marguerite seznamovala, se pak stalo silnou inspirací pro její příští tvorbu. Také oba její bratři se později stali předobrazem jejích mužských postav, starší z nich těch zlých a mladší pak slabých, upínajících se k silnější ženě a neschopných vzdorovat osudu. Postava domorodého chlapce jménem Thanh, žijícího s nimi pod jednou střechou, se stala součástí jejích románů, ve kterých se vracela do tohoto období.
Střední školu navštěvovala autorka v místě svého rodiště, nynějším Saigonu, a středoškolská studia dokončila ve Francii v Auteil. Po skončení střední školy se zapsala ke studiu práv a politologie na vysoké škole v Paříži. Po ukončení studia a obdržení diplomu z politické ekonomie byla od léta roku 1938 do jara 1940 zaměstnána jako sekretářka na ministerstvu kolonií. Krátce byla též zaměstnána v jednom pařížském nakladatelství. V roce 1936 se seznámila s Robertem Antelmem, za kterého se v roce 1939 vdala.
Za druhé světové války se ona i její muž zapojili do sítě protifašistického odboje, kterou řídil François Mitterrand (alias Morland), pozdější francouzský prezident. V roce 1944 byla jejich skupina prozrazena, její muž byl zatčen gestapem a vězněn v koncentračních táborech. Jí se podařilo uniknout a čekání na jeho návrat pak popsala v deníku Bolest (La Douleur) 1985. Po válce, na podzim roku 1945, se stala členkou komunistické strany, ze které ale v polovině 50. let vystoupila. Kromě protiválečných témat a problému kolaborantství se v některých svých dílech zabývala i otázkami politické a rasové nesnášenlivosti (La Douleur, Abahn Sabana David). Angažovala se při manifestacích studentů a umělců na jaře 1968 v Paříži i v hnutích proti válce v Alžírsku a ve Vietnamu.
V roce 1947 se s manželem rozvedli a na dalších téměř deset let se stal jejím životním druhem přítel jejího bývalého muže Dionys Mascolo. Všichni tři se však i nadále stýkali a zůstali přáteli. Dionys Mascolo se stal i otcem autorčina jediného syna Jeana Mascola (* 1947). Autorčiny vztahy k mužům jsou do značné míry totožné s milostnými pouty z jejích próz, her a scénářů. Jde vesměs o vztahy napjaté, vibrující, v nichž žena zůstává spíš nejistou milenkou než vždy dosažitelnou manželkou.

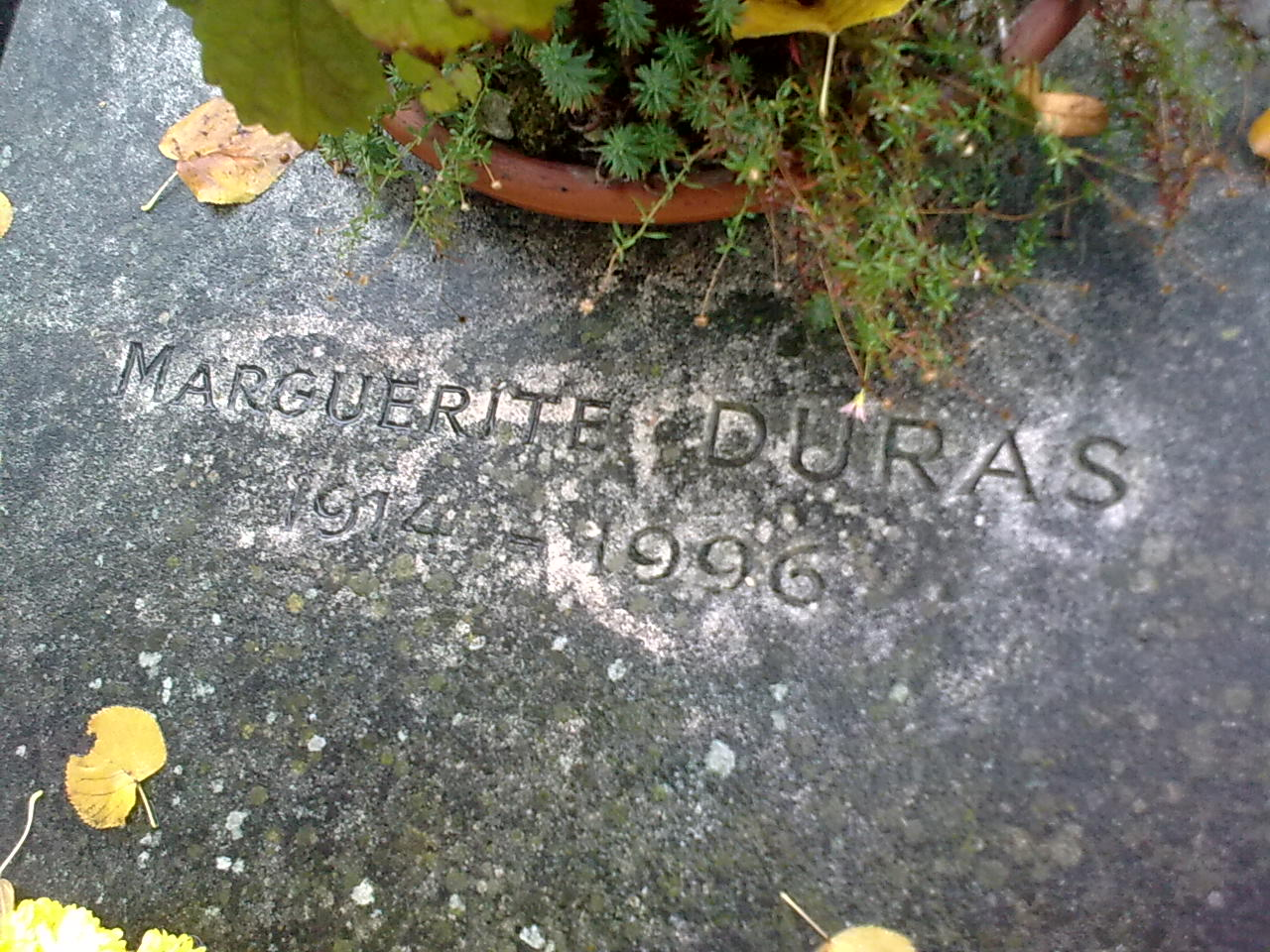
Kamenná náhrobní deska…

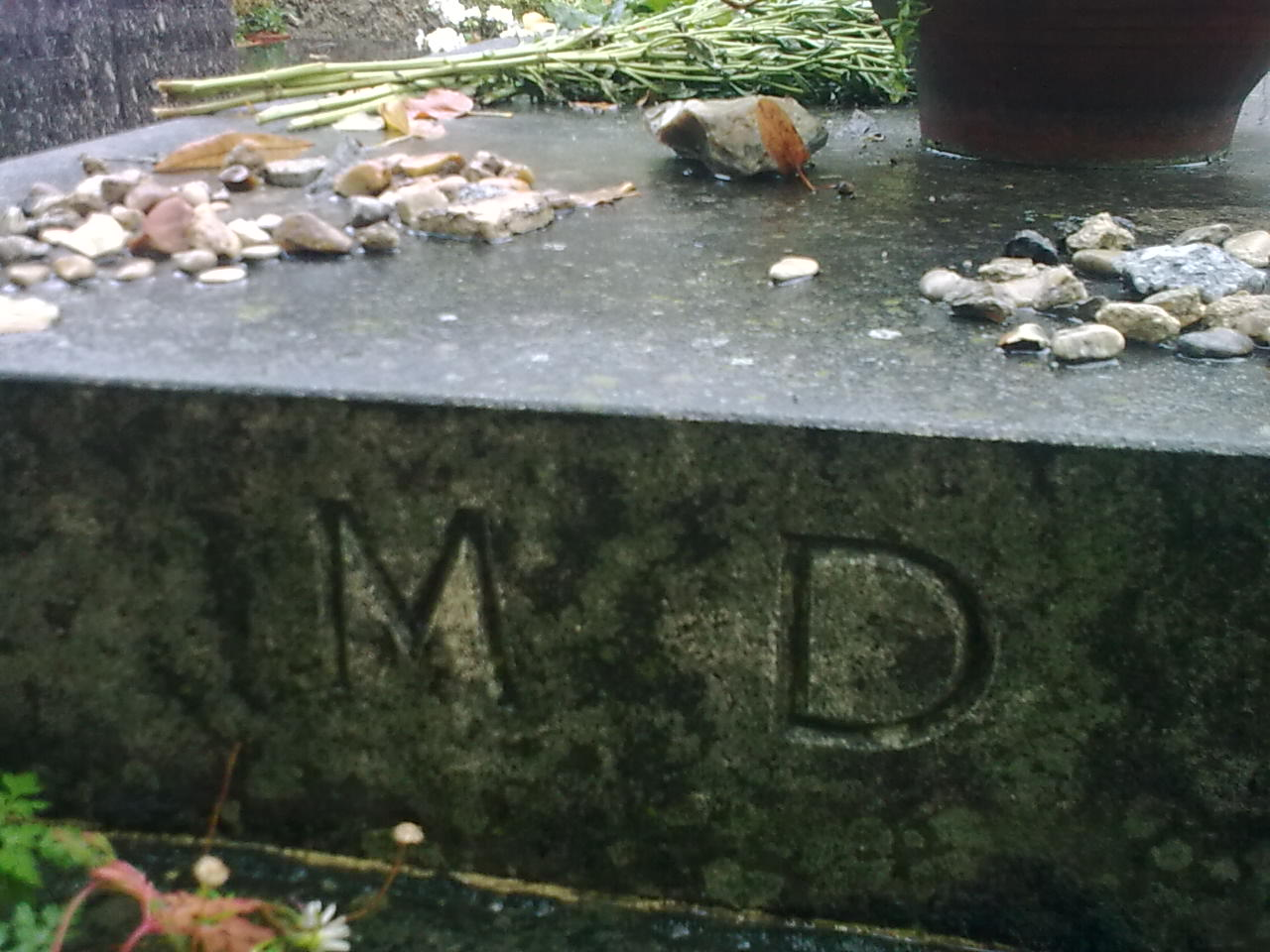
… s iniciálami M. D.

První prózou, která výrazně upoutala pozornost čtenářů i kritiky, se stala Hráz proti Pacifiku (Un barrage contre le Pacifique) 1950, autobiografická vzpomínka na dětství bez otce, kdy bezvýchodnost rodinné situace a z toho plynoucí vyvrženectví a mlčenlivé vzájemné míjení se stávají základními tématy její pozdější tvorby. Koncem 50. a v průběhu 60. let vznikly vrcholné durasovské romány, především Moderato cantabile 1958, příběh stravujícího a bezvýchodného milostného vzplanutí, vytrženého z jakéhokoli kontextu. Následovaly romány Le Ravissement de Lol V. Stein 1964 a Vicekonzul (Le Vice-consul) 1965, jejichž hlavní ženské postavy, opuštěná milenka v prvním románu a nudící se manželka, podvádějící svého muže v druhém, jsou jakýmisi protipóly, vystaveny stejnému utrpení.
V 60. letech začíná stále více vystupovat do popředí autorčino dramatické cítění a upravuje pro divadlo vlastní i cizí předlohy a píše i původní divadelní hry. Vizuálnost a netradiční styl jejích próz dovedly autorku logicky i k filmovému vyjádření. Podle proslulého scénáře k filmu Hirošima, má láska (Hiroshima mon amour) 1959 natočil režisér Alain Resnais v r. 1960 stejnojmenný film .
V 70. letech se stal film její hlavní doménou, sama natočila zhruba dvacet černobílých i barevných, středně i dlouhometrážních snímků, které ji zařadily mezi deset nejpozoruhodnějších režisérů francouzské kinematografie vůbec. Nejslavnějším autorčiným snímkem, filmem téměř kultovním, je India Song 1973, kde jí jako předloha posloužily její romány Vicekonzul a Vytržení Lol V. Steinové.
V 80. letech se autorka vrací k literární tvorbě a vydává svůj klíčový román Milenec (L'Amant) 1984, autofikci o první milostné zkušenosti z doby svého dospívání v exotické Indočíně třicátých let. Film podle této předlohy, pod stejným názvem L'Amant, natočil režisér Jean-Jacques Annaud v roce 1992. V roce 1980 vstoupil do jejího života Yann Andréa (vlastním jménem Yann Lemée), muž o mnoho let mladší než ona, se kterým prožila posledních 16 let svého života. Jeho postavu lze vytušit v řadě autorčiných próz, které napsala po roce 1980. Spisovatelka též autorizovala knihu s názvem M. D. 1983, kterou napsal Yann Andréa a v níž v první osobě jednotného čísla popisuje protialkoholní léčení, které ona sama podstoupila na podzim roku 1982. I přes jeho patrně odlišnou sexuální orientaci se mezi nimi vytvořilo silné citové pouto, stal se jejím nejbližším přítelem a oporou v těžkých situacích až do konce jejího života. Po její smrti se stal vykonavatelem jejího literárního odkazu.
V roce 1999 vznikl mezi ním a synem spisovatelky spor o vydání knihy autorčiných receptů s fotografiemi a texty, kterou Yann Andréa nedoporučil k vydání. Kniha, kterou sestavila Michèle Kastner a Jean Mascolo, syn spisovatelky, přesto vyšla v nakladatelství Benoit Jacob pod názvem Margueritina kuchyně (La Cuisine de Marguerite) 1999 a po soudním procesu ve stejném roce byla označena jako zakázaná kniha (le livre interdit).
Spisovatelka stála vždy na straně emancipace žen, její dílo však nemá nic společného s feminismem, zvláště pak se stylem feministického románu známého z americké literatury. Její hrdinky za nic nebojují, přijímají svůj úděl a potlačují svoji bolest, často až do krajnosti. Přitom však nikdy neztrácejí svoji ženskost, důstojnost a touhu moci svobodně vyjádřit své city.

## Spisy

### Romány a vyprávění
- Nestoudníci (Les Impudents) 1943
- Poklidný život (La Vie tranquille) 1944
- Hráz proti Pacifiku (Un barrage contre le Pacifique) 1950, slovensky pod názvem Hrádza proti Tichému oceánu 1965
- Námořník z Gibraltaru (Le Marin de Gibraltar) 1952
- Koníčci z Tarquinie (Les Petits Chevaux de Tarquinia) 1953
- Celé dny po stromech (Des journées entières dans les arbres) 1954, česky 1970
- Parčík na náměstí (Le Square) 1955
- Moderato cantabile (Moderato cantabile) 1958, česky 1968
- Je léto půl jedenácté večer (Dix heures et demie du soir en été) 1960, česky 1962
- Odpoledne pana Adesmase (L'Après-midi de Monsieur Adesmas) 1962
- Le Ravissement de Lol V. Stein 1964
- Vicekonzul (Le Vice-consul) 1966, česky 1968
- Anglická milenka (L'Amante anglaise) 1967, česky 1996
- Zničit, řekla (Détruire, dit-elle) 1969
- Abahn Sabana David 1970
- Ah! Ernesto 1971 - povídka pro děti
- Láska (L'Amour) 1972
- Vera Baxterová aneb atlantické pláže (Vera Baxter ou les Plages de l'Atlantique) 1980
- Léto 80 (L'Été 80) 1980 - vyprávění
- Muž sedící na chodbě (L'Homme assis dans le couloir) 1980
- Na okraji I (Outside I) 1981 - vyprávění
- Atlantický muž (L'Homme atlantique) 1982
- Choroba zvaná smrt (La Maladie de la mort) 1982
- Milenec (L'Amant) 1984, česky 1989
- Bolest (La Douleur) 1985, česky 1986
- Modré oči, černé vlasy (Les Yeux bleus, cheveux noirs) 1986
- Děvka z normandského pobřeží (La Pute de la côte normande) 1986
- Emily L. 1987
- Zelené oči (Les Yeux verts) 1987 - vyprávění
- Hmatatelný život (La Vie matérielle) 1987, česky 1994 - vyprávění
- Letní déšť (La Pluie d'été) 1990
- Milenec ze severní Číny (L'Amant de la Chine du Nord) 1991
- Yann Andréa Steiner 1992
- Na okraji II (Outside II) 1993 - vyprávění
- Psát (Écrire) 1993, česky 2002
- Tím končím (C'est tout) 1995, česky 1997 - vyprávění
- Margueritina kuchyně (La Cuisine de Marguerite) 1999 (zakázaná kniha) - vyprávění

### Překlady do češtiny
- Psát (Écrire), překlad: Anna Kareninová-Fureková, Praha: Arbor vitae, 2002, ISBN 80-86300-28-5
- Tím končím, přebásnil Petr Skarlant, Praha : EWA, 1997, ISBN 80-85764-22-9 - básně
- Anglická milenka (L'Amante anglaise), překlad: Anna Kareninová-Fureková, Plzeň: Mustang, 1996, ISBN 80-7191-080-5
- Hmatatelný život (La Vie matérielle), výběr a překlad: Anna Kareninová-Fureková, Praha: Anno : Společnost pro světovou literaturu, 1994
- Bolest (La Douleur), překlad: Anna Kareninová-Fureková, Praha: Odeon, 1990, ISBN 80-207-0040-4
- Milenec (L'Amant), překlad: Anna Kareninová-Fureková, Praha: Odeon, 1989, ISBN 80-207-0312-8
  - zpracováno jako sedmidílná četba na pokračování v Českém rozhlasu Brno. Rozhlasová úprava: Ludvík Němec, četla Jana Štvrtecká, Překlad: Anna Kareninová, režie: Lukáš Kopecký, premiéra: 15. 11. 2020[1]
- Celé dny po stromech (Des Journées entières dans les arbres), překlad: Drahoslava Janderová, Praha: Dilia, 1970
- Moderato cantabile ; Vicekonzul (Moderato cantabile, Le Vice-consul) překlad: Věra Dvořáková, Praha: Odeon, 1968
- Je léto půl jedenácté večer (Dix heures et demie du soir en été), překlad Alena Ondrušková, Praha: Státní nakladatelství krásné literatury a umění, 1962

## Filmové režie
- Les enfants 1984
- Il dialogo di Roma 1982
- L'homme atlantique 1981
- Agatha et les lectures illimitées 1981
- Le navire Night 1979
- Aurélia Steiner (Melbourne) 1979 (krátký film)
- Aurélia Steiner (Vancouver) 1979 (krátký film)
- Cesarée 1978 (krátký film)
- Les mains négatives 1978 (krátký film)
- Baxter, Vera Baxter 1977
- Le camion 1977
- Son nom de Venise dans Calcutta désert 1976
- Des journées entières dans les arbres 1976
- India Song 1975
- La femme du Gange 1974
- Nathalie Granger 1972)
- Jaune le soleil 1972
- Détruire dit-elle 1969
- La Musica 1967 (ve spolupráci s Paulem Sebanem)

Podle jejích děl bylo natočeno více než 60 filmů. Patrně nejznámější je film Milenec (L'amant) režiséra Jean-Jacques Annauda z roku 1992, který byl nominován na Oscara.

## Divadlo
Divadelní adaptace vlastních literárních a filmových děl
- Parčík na náměstí (Le Square) 1956
- Celé dny po stromech (Des journées entières dans les arbres) 1965
- Anglická milenka (L'Amante anglaise) 1968
- India Song (India Song) 1973
- La Musica podruhé (La Musica deuxième) 1985
- Divadlo anglické milenky (Le Théâtre de l'amante anglaise) 1991

Původní divadelní scénáře
- Viadukty v Seine-et-Oise (Les Viaducs de la Seine-et-Oise) 1960
- Kino Eden (L'Eden Cinema) 1977
- Agatha (Agatha) 1981
- Savannah Bay (Savannah Bay) 1982

Souborné vydání divadelních textů v nakladatelství Gallimard
- Divadlo I (Théâtre I) 1965
- Divadlo II (Théâtre II) 1968
- Divadlo III (Théâtre III) 1984
- Divadlo IV (Théâtre IV) 1999

## Ocenění díla
Za literární, filmovou a divadelní tvorbu byly autorce uděleny významné ceny
- Prix de Mai 1958 (Moderato cantabile)
- Prix de l'Association française des cinémas d'art et d'essai 1975 (India Song)
- Prix Jean Cocteau 1976 (Des journées entières dans les arbres)
- Grand Prix du Théâtre de l'Académie Française 1983
- Goncourtova cena (Prix Goncourt) 1984 (L'Amant)
- Prix Ritz-Paris-Hemingway 1986 (L'Amant)